# Giessbach (Aare)
Der Giessbach ist ein Schweizer Gebirgsbach in der Gemeinde Brienz im Berner Oberland, der in den Brienzersee mündet und damit ein Zufluss der Aare ist.

## Geographie

### Verlauf
Das Quellgebiet des Giessbachs liegt in den Hochtälern und Becken des Sägistal-Faulhorngebiets. 
Der Bach passiert in nördlicher Richtung mehrere Talstufen und stürzt zuletzt unterhalb der Brienzer Bergsiedlung Axalp über die imposanten «Giessbachfälle» zum Brienzersee. (▼). Die Wasserfälle folgen in einer Kaskade mit 14 Stufen über 500 m Höhenunterschied. Sie werden zusammenfassend auch «Giessbachfall» genannt. In der Nähe des Grandhotels Giessbach führt an einer Stelle unter einem der Wasserfälle hindurch ein Fussweg über eine Brücke, die von der Wassergischt erreicht wird.

### Einzugsgebiet
Das 25,3 km² grosse Einzugsgebiet des Giessbachs liegt in den Berner Alpen und wird durch ihn über die Aare und den Rhein zur Nordsee entwässert.
Es grenzt
- im Nordosten an das Einzugsgebiet des Margelbächlis, das in den Brienzersee mündet;
- im Osten an das des Oltschibachs, der über den Hauptkanal in den Brienzersee entwässert;
- im Südosten an das des Geissbachs, der über den Rychenbach in die Aare entwässert;
- im Süden an das der Schwarzen Lütschine, die über die Lütschine ebenfalls in die Aare entwässert und
- im Westen an das des Mülibachs, der in den Brienzersee mündet.

Das Einzugsgebiet besteht zu 26,4 % aus Bestockter Fläche, zu 39,6 % aus Landwirtschaftsfläche, zu 0,7 % aus Siedlungsfläche und zu 33,4 % unproduktiven Flächen.
Flächenverteilung
Die mittlere Höhe des Einzugsgebietes beträgt 1932,9 m ü. M.

### Zuflüsse
- Schafbodenbächli (links), 0,4 km
- Hinders Ochsenlägerbächli (rechts), 0,7 km
- Hagelseewlibach (Hagelbächli) (links), 1,2 km, 2,52 km²
- Vorders Ochsenlägerbächli (rechts), 0,6 km
- Wengenbächli (rechts), 0,9 km
- Holzerbach (links), 0,3 km
- Wissenbächli (links), 0,7 km
- Chaltenbrunnen(bach) (links), 1,1 km
- Fangisalpbach (links), 3,1 km, 4,74 km², 320 l/s
- Schlangenbächli (rechts), 2,6 km, 2,12 km²
- Alpoglibach (rechts), 0,3 km
- Lischibodenbächli (rechts), 0,8 km
- Marchbach (Falkenfluewaldbach) (links), 3,3 km, 1,46 km²
- Ärggelenbächli (rechts), 1,0 km
- Teuffmattenbächli (links), 2,8 km, 1,35 km²
- Plangäugraben (links), 2,3 km, 2,80 km²
- Schwarzenbächli (rechts), 0,6 km

### Wasserfälle
In den Jahren von 1820 bis 1830 erhielten die 14 Wasserfälle die Namen von bekannten Persönlichkeiten aus der Berner Geschichte. Von oben nach unten sind dies:
1. Berchtold von Zähringen: Gründer der Stadt Bern im Jahre 1191
2. Cuno von Bubenberg: Als Schultheiss von Bern in den Jahren 1269–1271 nachgewiesen
3. Walo von Greyerz: Wohltäter des oberen Spitals in Bern 1374
4. Die Neunhaupt: Vom 13. bis 15. Jahrhundert ein Geschlecht in Bern
5. Ulrich von Erlach: Schultheiss von Bern 1446
6. Peter Wendschatz: Venner (Fähnrich) im Laupenkrieg im Jahre 1339
7. Rudolf von Erlach: Anführer der Berner im Laupenkrieg im Jahre 1339
8. Hans Matter: Anführer der Berner in der Schlacht bei St. Jakob an der Birs im Jahre 1444
9. Niklaus von Scharnachthal: Schultheiss von Bern 1463
10. Hans Fränkli: Seckelmeister, Exponent im Twingherrenstreit im Jahre 1470
11. Hans von Hallwyl: Anführer in der Schlacht bei Murten im Jahre 1476
12. Adrian von Bubenberg: Verteidiger in der Schlacht bei Murten im Jahre 1476
13. Hans Franz Nägeli: Anführer der Berner bei der Eroberung der Waadt im Jahre 1536
14. Niklaus Friedrich von Steiger: Letzter Schultheiss von Bern von 1729 bis 1799

## Hydrologie
Bei der Mündung des Giessbachs in den Brienzersee beträgt seine modellierte mittlere Abflussmenge (MQ) 1,51 m³/s. Sein Abflussregimetyp ist nivo glaciaire und seine Abflussvariabilität beträgt 17.
Ein Teil des Wassers wird in einem 1949 gebauten Kraftwerk turbiniert.

## Geschichte
Der Brienzer Pfarrer Daniel Wyss und der Brienzer Schulleiter Johannes Kehrli erleichterten im 19. Jahrhundert den Gästen des aufkommenden Fremdenverkehrs den Besuch des berühmten Falls. Kehrli erstellte einen Weg vom Seeufer bis zum zweituntersten Fall und stellte eine Sitzbank auf, während Wyss den Zugang zu den oberen Fällen erschloss und in poetischer Weise den vierzehn Wasserfällen Namen verdienter bernischer Helden gab. Von 1856 bis 1870 war Eduard Schmidlin Verwalter im Giessbach. In dieser Zeit legte er die Parkanlagen an und wurde erster Direktor eines im Jahre 1858 erstellten Pensionshauses.
Am Fuss des Wasserfalls liegt das historische Grandhotel Giessbach, welches durch die Giessbachbahn, eine der ältesten Standseilbahnen Europas, mit der Schiffsstation «Giessbach See» der BLS Schifffahrt Berner Oberland verbunden ist. Es wurde 1873 bis 1875 durch die französische Hotelierfamilie Hauser erbaut. Karl Hauser beauftragte den namhaftesten Hotelbauer jener Zeit, Horace Edouard Davinet, mit der Planung eines Neubaues.
1979 schloss das Hotel nach jahrelangem Niedergang seine Pforten. Die ganze ursprüngliche Anlage sollte abgerissen und durch ein modernes Betongebäude im Stil eines «Jumbo-Chalets» ersetzt werden. 1983 gelang es dem Schweizer Umweltschützer Franz Weber, mit Hilfe seiner Vereinigung Helvetia Nostra und der von ihm gegründeten Stiftung Giessbach dem Schweizervolk, die Liegenschaft und das 22 Hektar grosse Grundstück zu erwerben und unter Denkmalschutz zu stellen. In den Folgejahren wurde das Hotel etappenweise restauriert.

## Brücken

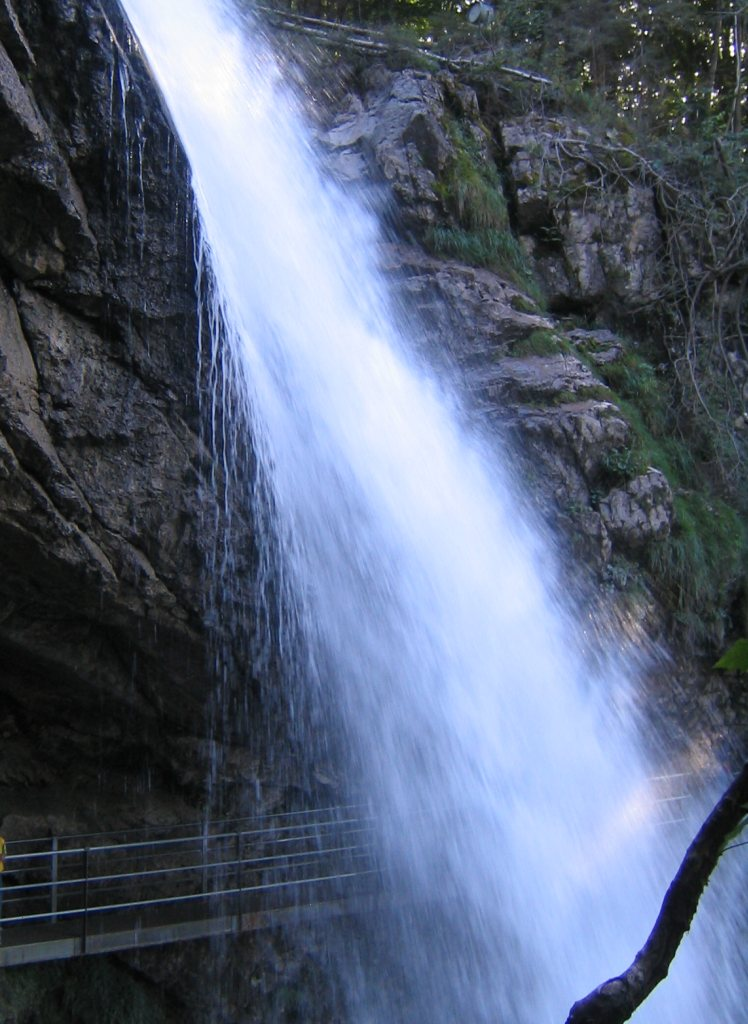
Brücke unter einem der Giessbachfälle

14 Übergänge überqueren den Bach: 11 Fussgängerstege, zwei Furts und die Abt’sche Weiche-Brücke in der Ausweichstelle der Giessbachbahn. Vier Stege befinden sich bei den Giessbachfällen.
Der Giessbachtunnel der A8 unterquert den Bach bei Giessbach.

## Galerie

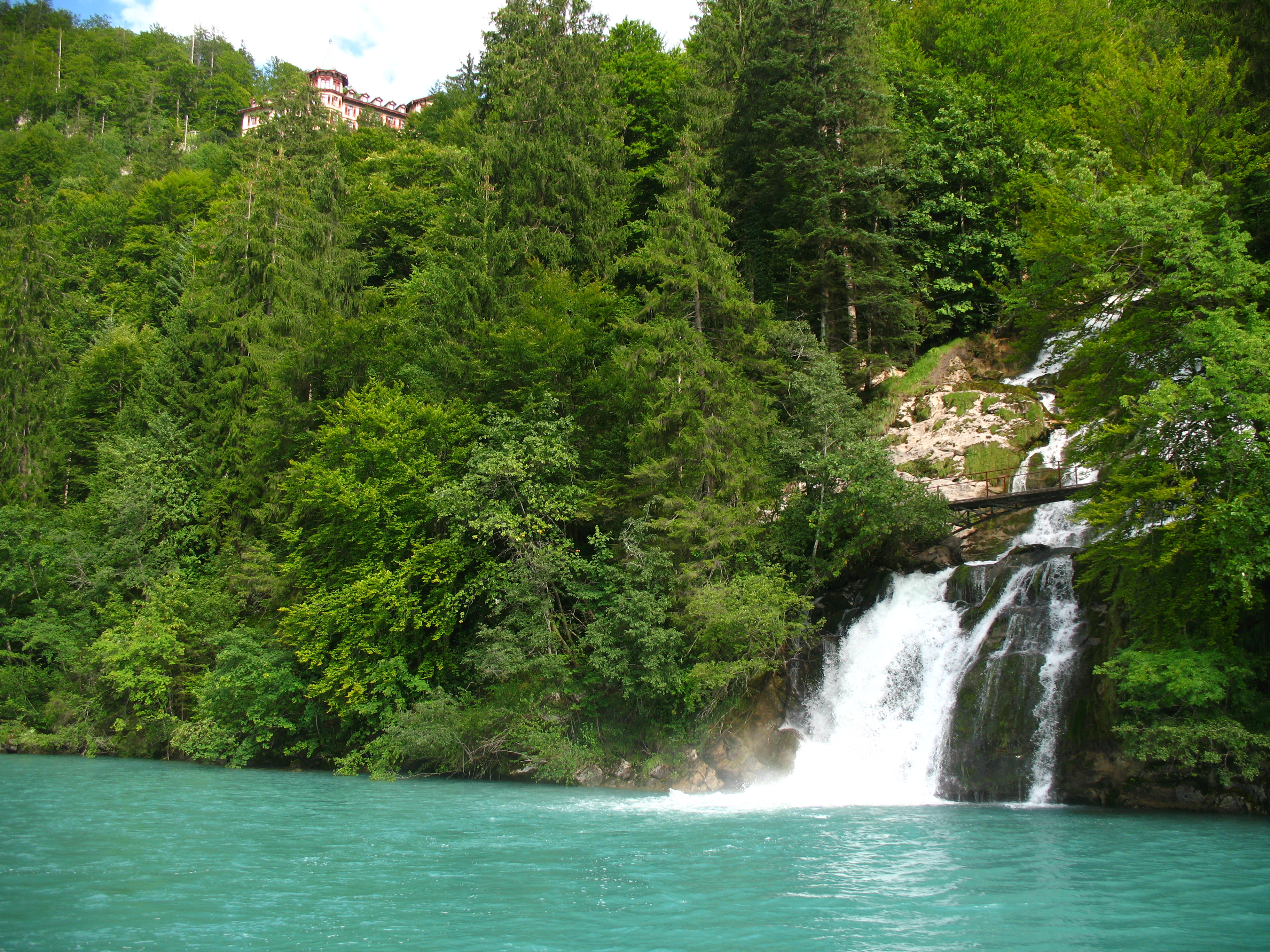
Mündung des Giessbachs in den Brienzer See
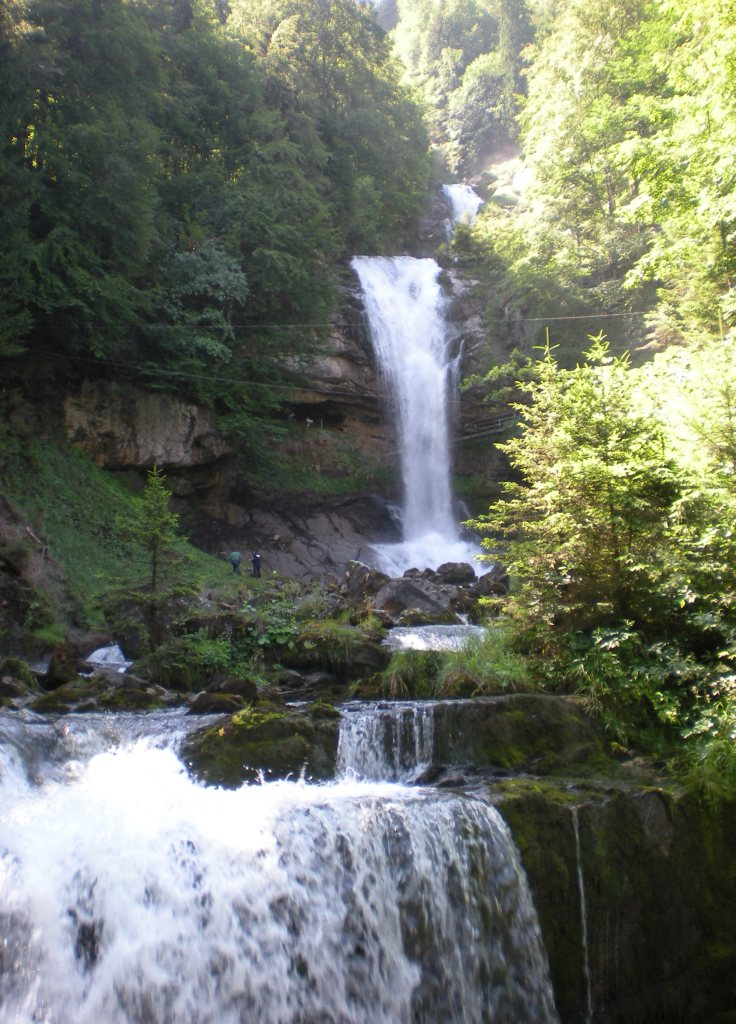
Giessbachfälle oberhalb des Grandhotel Giessbach
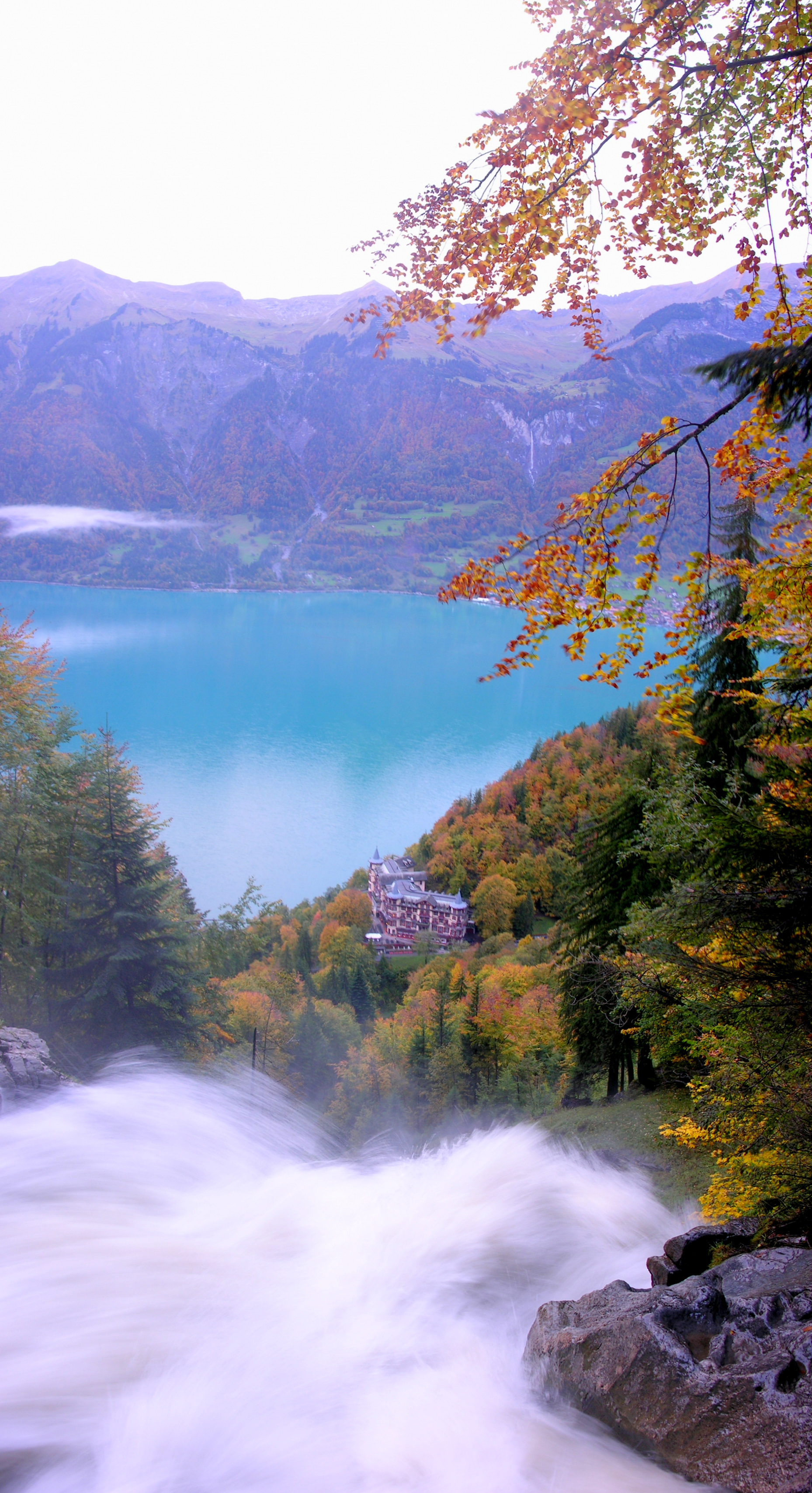
Giessbachfälle von oben gesehen